# Ciclopèdids
Els ciclopèdids (Cyclopedidae) són una família de xenartres de l'ordre dels pilosos. Aquest grup, de distribució exclusivament americana, aparegué durant el Miocè superior i conté l'ós formiguer pigmeu (Cyclopes didactylus) i els seus parents extints més propers. Els representants actuals d'aquest grup són arborícoles, mentre que els extints vivien a terra.